# باتری دی

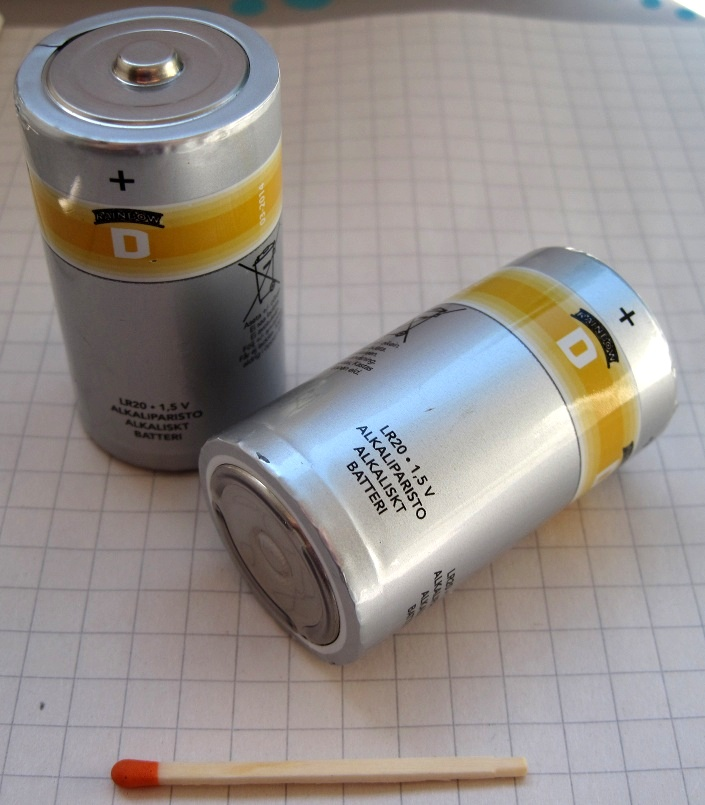
تصویر مقایسه‌ای از دو باتری سایز دی.

باتری دی (به انگلیسی: D battery) یکی از سایزهای استاندارد باتری‌های پیل خشک است که به صورت یک سیلندر بوده و دو پایانه مثبت و منفی در دو انتهای این سیلندر قرار دارند. به صورت استاندارد قطر این باتری ۳۳٫۲ میلی‌متر (یا ۱٫۳ اینچ) و طول آن ۶۱٫۵ میلی‌متر (یا ۲٫۴۲ اینچ) است.

## دیگر نام‌های تجاری متداول
- HP2 / SP2 / U2 (در بریتانیا در خلال دهه ۸۰ میلادی)
- Flashlight Battery
- MN1300
- MX1300
- Mono
- Goliath
- Torcia (ایتالیا)
- Type 373 (شوروی/روسیه)
- BA-30 (US Military Spec WWII–1980s)
- UM 1 (JIS)
- #۱ (چین)
- 6135-99-464-1938 (NSN)(کربن-روی)
- 6135-99-109-9428 (NSN)(قلیایی)
- Pila Grande (آرژانتین)